# Вампиловский фестиваль

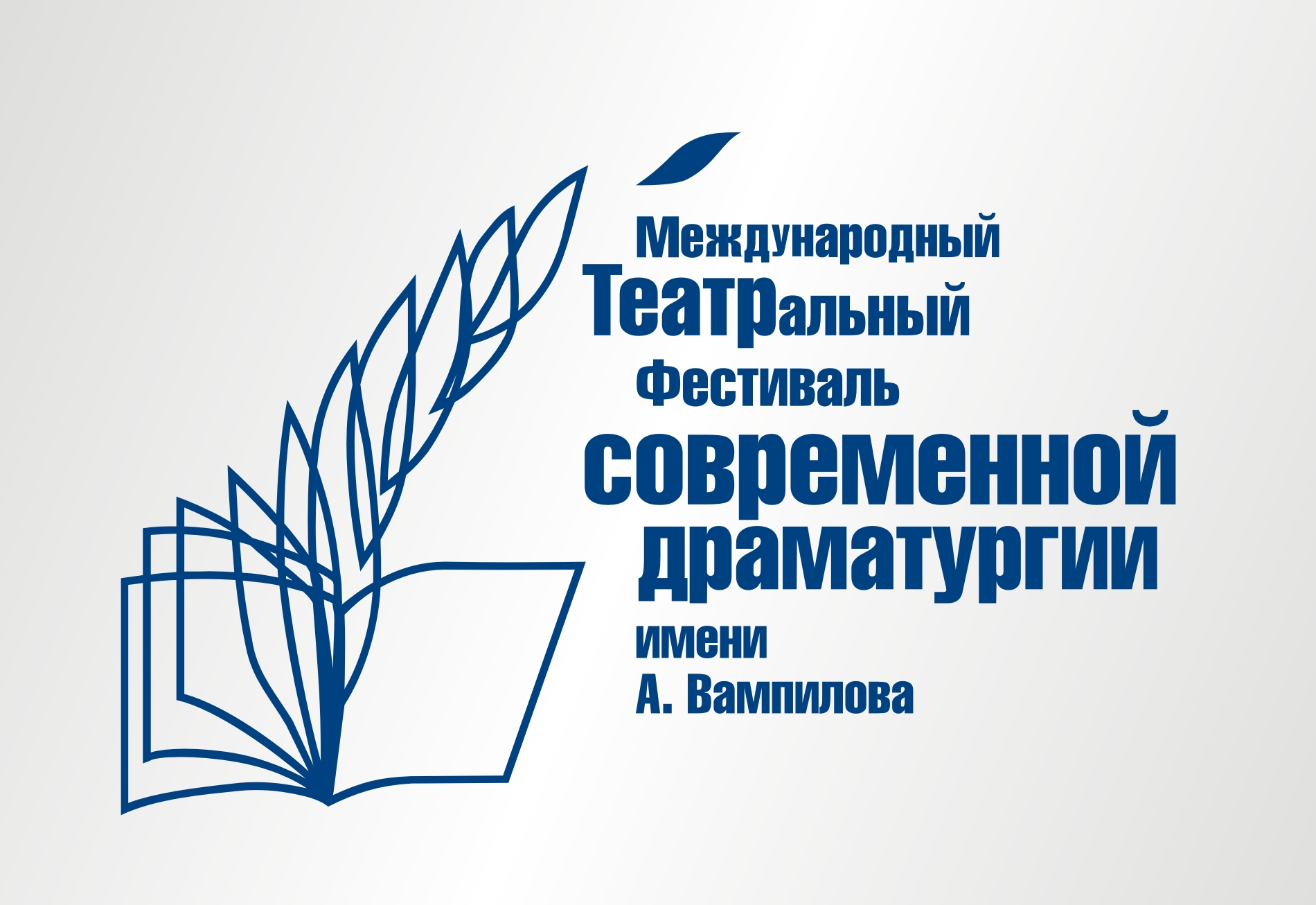
Логотип Вампиловского фестиваля

Международный театральный фестиваль современной драматургии имени Александра Вампилова — театральный фестиваль, который проводится один раз в два года в Иркутском академическом драматическом театре им. Н. П. Охлопкова и на других сценических площадках города Иркутска и Иркутской области. Организатор фестиваля — Иркутский академический драматический театр им. Н. П. Охлопкова. Международный театральный фестиваль современной драматургии имени Александра Вампилова — уникальное явление для России. Он является площадкой для диалога лучших академических и студенческих театров, столичных и провинциальных коллективов, известных театральных критиков, литературоведов, заслуженных деятелей искусств, академиков, докторов филологических наук и студентов вузов, народных артистов, режиссёров и актёров любительских театров, а также неравнодушных к искусству людей.

## История
Фестиваль современной драматургии имени Вампилова — явление для отечественного театра нетипичное. Он появился на свет не по решению «сверху», как это нередко бывает, когда чиновникам нужна «галочка» в отчёте. Его придумали иркутяне, чтобы сохранить память о выдающемся земляке Александре Вампилове. Так, на базе Иркутского академического драматического театра им. Н. П. Охлопкова каждые два года проводится Международный театральный фестиваль современной драматургии, который носит имя выдающегося драматурга.
Фестиваль имеет богатую историю. Он зарождался как частная инициатива неравнодушных к театру деятелей культуры, но вскоре стал значительным проектом международного уровня. Первые Вампиловские дни открылись в 1987 году и были посвящены 50-летию со дня рождения Александра Валентиновича. С 1997 года фестиваль получил статус всероссийского и стал называться «Байкальские встречи у Вампилова». В 2001 году было принято решение посвятить его современной драматургии. В 2013 году Вампиловский фестиваль приобрёл статус международного.
Его почётными гостями за прошедшие годы были артисты и режиссёры Владимир Андреев, Олег Табаков, Александр Калягин, Иосиф Райхельгауз, Сергей Арцибашев, театроведы и критики Владимир Лакшин, Виктор Калиш, Валентин Курбатов, Вера Максимова, Римма Кречетова, Николай Жегин, Валерий Бегунов, Константин Щербаков, Капитолина Кокшенёва, Валерий Подгородинский, Ольга Сенаторова и другие выдающие деятели культуры и искусства. Постоянным гостем Вампиловского фестиваля был писатель Валентин Распутин.
За годы своего существования фестиваль имени Александра Вампилова стал знаковым событием для Иркутской области — жители и гости Иркутска познакомились с творчеством театральных коллективов не только многих городов России — от Архангельска до Петропавловска-Камчатского, включая театры Санкт-Петербурга (Академический театр им. Ленсовета, АМДТ Театр Европы) и Москвы (Государственный академический Малый театр России, МДТ им. Пушкина, МХТ им. Чехова, МДТ им. М. Ермоловой, МДТ им. Р. Симонова, театральное объединение «Провинция»), но и театрами из Польши, Австрии, Германии, Белоруссии, Латвии, Казахстана, Франции, Италии, Узбекистана, Японии, Южной Кореи и других стран.

## Общие сведения
Международный театральный фестиваль современной драматургии носит имя выдающегося русского драматурга и прозаика Александра Вампилова. Учредитель фестиваля Министерство культуры и архивов Иркутской области. Фестиваль проводится при поддержке Министерства культуры РФ, Иркутского отделения СТД РФ (ВТО), администраций Иркутска и Иркутской области.
Федеральная значимость фестиваля определяется созданием позитивного культурного образа России в мировом сообществе; обеспечением единого театрального пространства; возможностью ведения диалога между российским и мировым театром; демонстрацией возможностей современного театрального искусства. Международный театральный фестиваль современной драматургии укрепляет положительный имидж иркутского театра и Иркутской области; стимулирует творческий и профессиональный рост театральных коллективов — участников Фестиваля; знакомит жителей и гостей столицы Приангарья с творчеством театральных коллективов не только городов России, но и зарубежья.
Современная драматургия в названии Вампиловского фестиваля — это не только и не столько произведения, созданные молодым поколением драматургов. Это драматургия, созвучная нашему времени и направленная на духовное развитие человека.
Основные события фестиваля проходят на различных театральных площадках: на сценах Иркутского академического драматического театра им. Н. П. Охлопкова (Основная, Камерная, Четвёртая), на сценах Иркутского областного театра юного зрителя им. А. Вампилова, на сценических площадках области, в том числе на родине Александра Вампилова в п. Кутулик Аларского района Иркутской области.
В рамках фестиваля иркутяне и гости города могут увидеть более десятка спектаклей, которые представляют российские и зарубежные театры на протяжении фестивальной недели. Наряду с показом спектаклей, проходят обсуждения представленных спектаклей и творческих работ, «круглые столы» по проблемам режиссуры, актёрского мастерства, современного театра и его ориентиров, работает «лаборатория современной драматургии».
Основным смыслом фестиваля является не борьба театральных коллективов за звание лучшего, а дискуссия о нынешнем состоянии театра. Фестиваль проводится не для демонстрации экспериментов, а для того, чтобы понятным зрителю языком театра говорить о человеке. О том самом, о котором писал Александр Вампилов.

## Критерии отбора участников
Принять участие в Международном театральном фестивале современной драматургии им. А. Вампилова могут профессиональные театральные коллективы России, стран ближнего и дальнего зарубежья. Участники фестиваля отбираются по принципу, заложенному в Положении о фестивале. К отбору допускается спектакли без формальных или жанровых ограничений, соответствующие концепции фестиваля. Спектакли театров-участников должны говорить о человеке, ставить общечеловеческие проблемы, быть нравственно чистыми. Это должна быть нравственная философия, а не гламурно-клиповая культура. В Иркутске ждут театры, разделяющие эти принципы понимания современности и культуры.

## Отзывы
Писатель Валентин Распутин: «Не уронить доблесть Фестиваля в тяжелые годы конца прошлого тысячелетия и начала нового — это что-то да значит. За эти годы разуверились во многих, даже, казалось бы, в самых ярких величинах и талантах, но не в Вампилове. И не в Иркутске. Сейчас, когда российский театр постепенно приходит в себя от болезней, безвкусицы и пошлости, без Вампилова, тем более, не обойтись. Уж он-то знал и знает цену таланту и драматурга, и режиссёра, и актёра. И вкусу зрителя».
Театральный критик Вера Максимова: «Это один из самых серьезных фестивалей в России. Здесь апеллируют к театру Культуры и к театру Человека — другого театра России не надо».
Критик и аналитик театра, генеральный продюсер Федерального фестиваля-форума «Театральный Олимп» в Сочи Ольга Сенаторова: «Каждая встреча в Иркутске в рамках Вампиловского фестиваля — это продолжение очень заинтересованного и глубокого разговора о современности, приоритетах культуры, сегодняшнем дне театра, его героях, конфликтах, по большому счету — о судьбе и будущем России. В Иркутске все спектакли, дискуссии, круглые столы, обсуждения, авторские выступления создают вместе неповторимую атмосферу коллективного созидания добра. Здесь все — и хозяева, и гости — обеспокоены тем, как сберечь от разрушения человеческую душу, какие ценностные ориентиры помогут ей обрести гармонию с миром. Вампиловский фестиваль — один из самых позитивных по внутреннему настрою и организационному моделированию среди театральных собратьев в России».
Драматург Владимир Попов: «В первую очередь, успех фестиваля связан с именем Вампилова. Его личностью, в которой простота и заразительная коммуникабельность уникально сочеталась с проблеском гениальности в глазах и манерах. Вторая составляющая успеха Вампиловского фестиваля — в его организации. У руля — бессменный „двигатель“ всех праздников Анатолий Андреевич Стрельцов, его правая рука Ольга Николаевна Данилина, плюс рабочий штаб и заводная молодежь, принимающие участников, гостей и зрителей на самом достойном уровне. Свою заразительную лепту вносят и замечательные артисты театра — Николай Дубаков, Яков Воронов и Владимир Орехов — на чайных посиделках вечерами после фестивальных спектаклей».
Анатолий Стрельцов: «На мой взгляд, Вампиловский фестиваль мужает и становится мудрым. Мы каждый год представляем публике срез хороших спектаклей, которые идут по стране, стараясь находить постановки современной драматургии. Мне хотелось бы отметить, что уже не так много чернухи идет в российских театрах, и на сегодняшний день нравственная составляющая превалирует все больше и больше. Сегодня Вампиловский фестиваль — это то, чем могут гордиться Иркутск и Иркутская область».